# Tartà

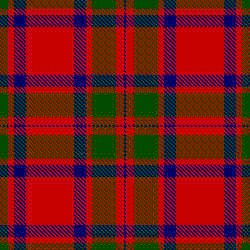
Tartà del clan MacKintosh

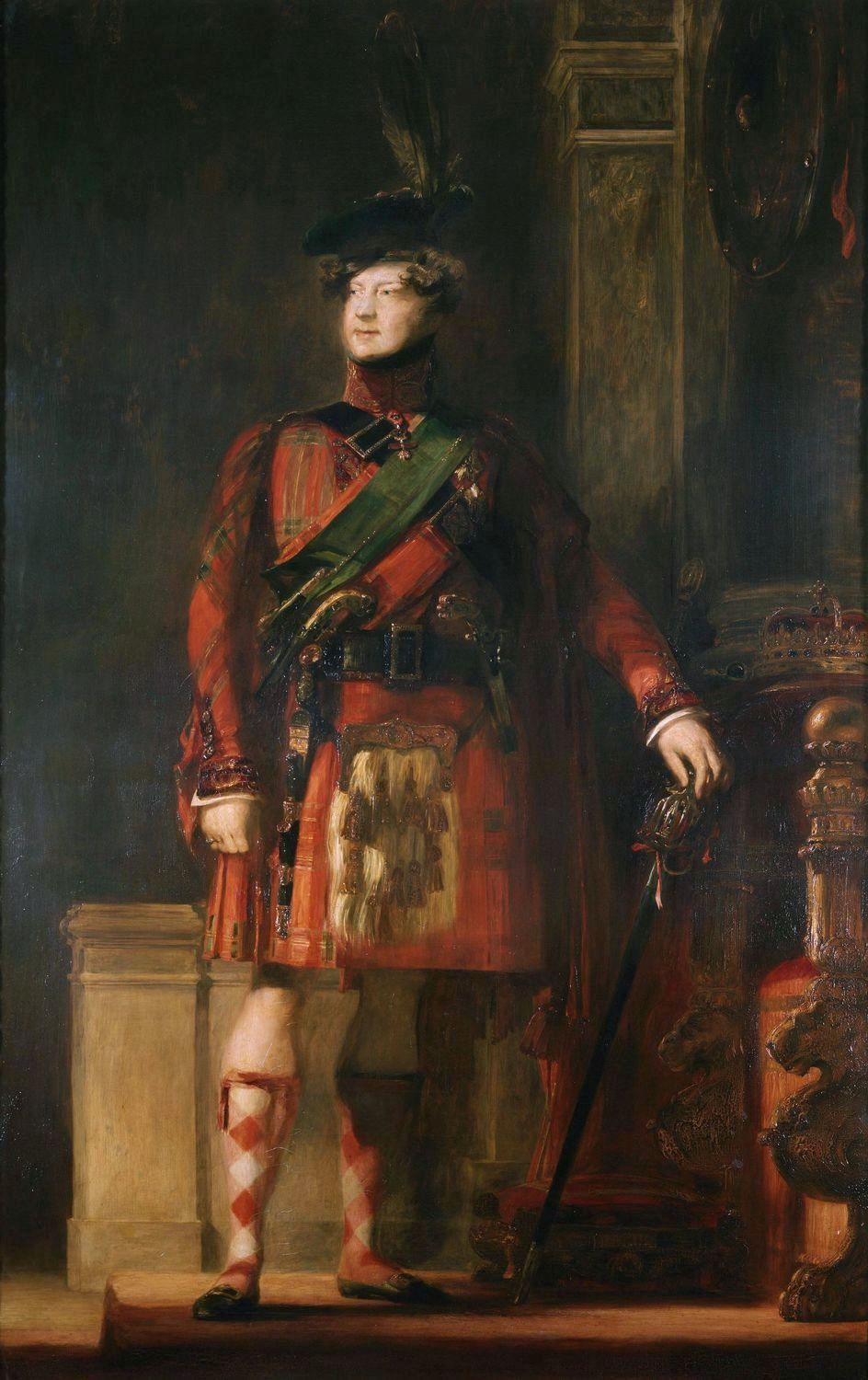
Jordi IV

El tartà és un tipus de tèxtil de llana d'origen escocès. Té motius a quadres, els colors i disseny precís de cadascun són específics de cada clan. Per extensió, i erròniament, a voltes també s'anomenen tartà les faldilles tradicionals que es fan amb aquest teixit.
Els colors dels tartans representen els colors del clan a què pertanyen. Els clans al segle xii eren pobles o tribus a les Terres Altes sota l'autoritat d'un patriarca. No era necessari tenir lligams de sang amb ell per a ser membre del clan i, per tant, prendre el seu nom, el seu lema, la seva planta emblema, el seu escut i els seus colors al tartà. Els membres d'un clan lluitaven junts contra els atacs forans. Cada clan vivia en una zona determinada, per exemple, els Sinclair vivien al nord i els Douglas al sud.

## Història
En 1729 es va fundar la Black Watch, un regiment creat per a mantenir l'ordre a les Terres Altes que portava tartà i que l'ha portat fins avui. A partir de 1746 però, es va prohibir de portar-lo als civils, que podien ser castigats amb fins a set anys de presó si eren enxampats portant-lo. Gairebé un segle més tard, el 1822, el rei Jordi IV del Regne Unit (1762 –1830) va visitar Edinburg vestit amb un tartà i la resta d'indumentària tradicional escocesa, cosa que el va posar de nou de moda i es va deixar de prohibir. En aquesta època, a més, es van intentar recuperar, a partir de pintures antigues, etc., alguns motius antics perduts i se'n van crear d'altres. La majoria de motius que es conserven en l'actualitat són del segle xix.

## Vestir el tartà
Quan s'usa el tartà com a faldilla, kilt, consisteix en una llarga tira de tela que els homes usen al voltant del cos subjectant el restant sobre l'espatlla ajustat amb un fermall. La col·locació del kilt es considera un art, en què els plecs queden perfectament col·locats. Les actuals faldilles escoceses que porten algunes persones ja tenen els plecs cosits, però algunes es tanquen al costat amb una agulla o una o dues sivelles, intentant mantenir una mica l'esperit del kilt.

## Influència a la moda
Existeix internacionalment un tipus de faldilla femenina basada en el disseny del kilt, i que es coneix com a faldilla escocesa, la qual, avui dia, pot ésser llarga o mini. També existeixen actualment vestits, pantalons, bufandes, etc. amb teixits que imiten o recuperen els tartans. A més, els quadros escocesos són un motiu força freqüent, en altres teixits com el ras, la viscosa o el cupro; també el trobem en folres d'americanes, pantalons, vestits i faldilles i fins i tot, a llenceria i roba interior. També els podem trobar en detalls i aplicacions a vores i butxaques de tota mena de roba.